# لحم الديك الرومي

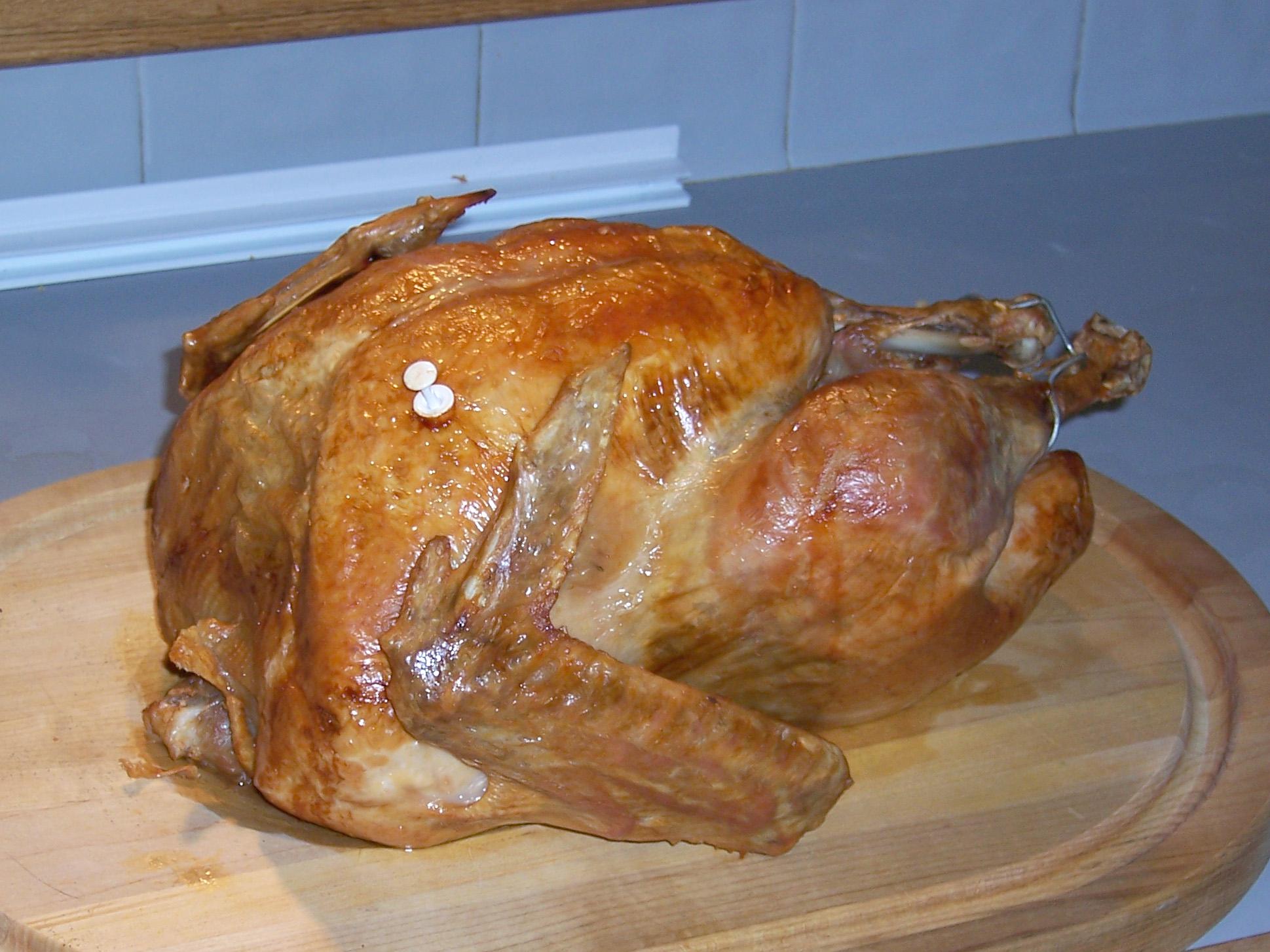
ديك رومي مشوي تم إعداده لوجبة عيد الشكر التقليدية في الولايات المتحدة..

لحم الديك الرومي (بالإنجليزية: Turkey meat)‏، والذي يشار إليه عادة باسم تركي (بالإنجليزية: turkey)‏، هو لحم الديك الرومي، عادةً الديك الرومي المستأنس، بالإضافة إلى الديك الرومي البري. وهو طبق دواجن شائع، خاصة في أمريكا الشمالية والمملكة المتحدة، حيث يتم استهلاكه تقليديًا كجزء من الأحداث ذات الأهمية الثقافية مثل عيد الشكر وعيد الميلاد، وكذلك في المطبخ القياسي.

## التحضير والإنتاج

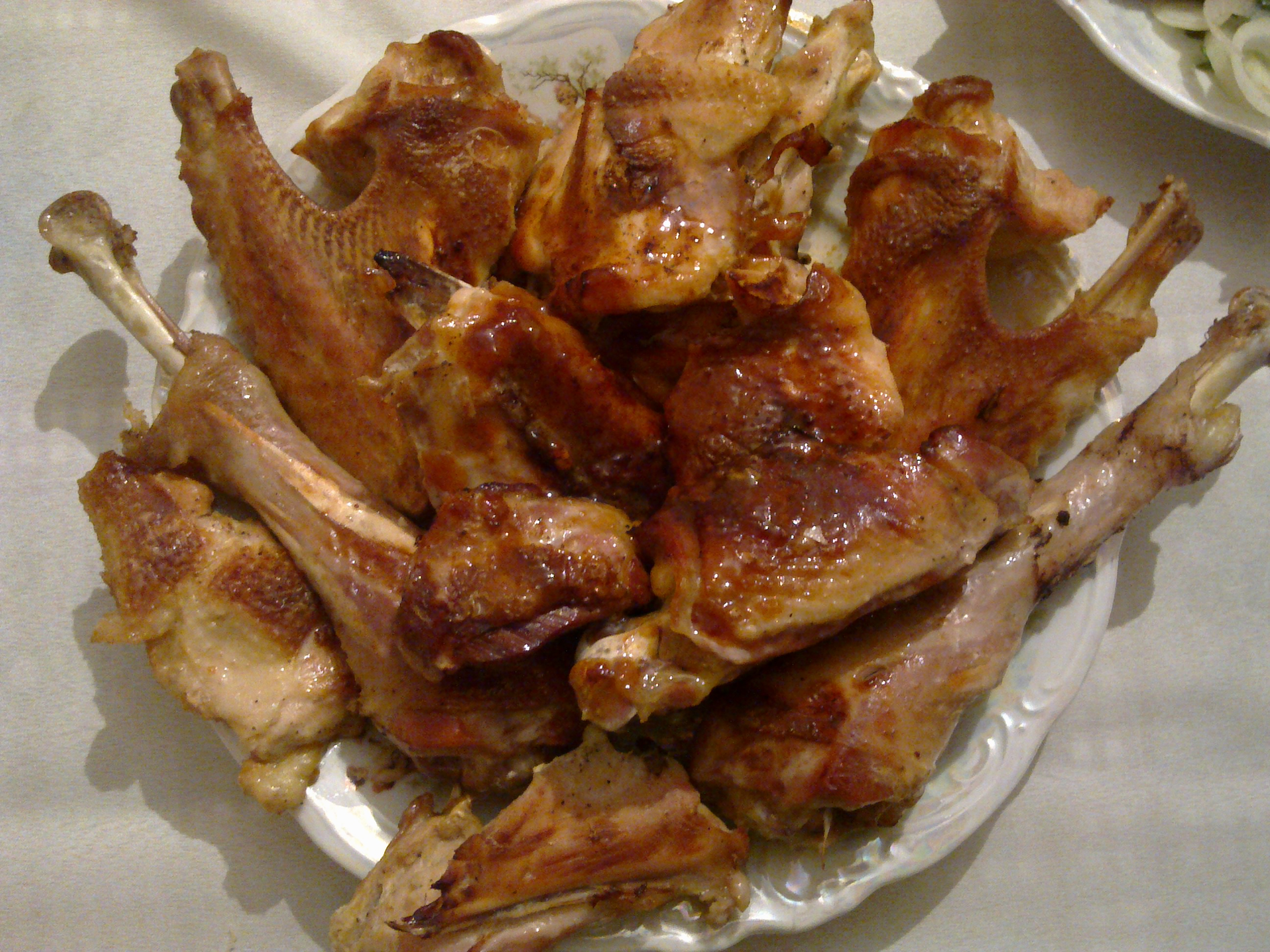
ديك رومي مشوي

يتم بيع الديك الرومي مقطعًا ومفرومًا، وكذلك "كاملًا" بطريقة مشابهة للدجاج مع إزالة الرأس والأقدام والريش. "تيجان" الديك الرومي هي صدر الطائر بعد إزالة أرجله وأجنحته. لا يزال الديك الرومي المجمد يحظى بشعبية كبيرة. غالبًا ما يتم استخدام شرائح الديك الرومي كلحم ساندويتش أو تقديمها كلانشون؛ وفي بعض الحالات حيث تتطلب الوصفات استخدام الدجاج، يمكن استخدامها كبديل. يتم بيع لحم الديك الرومي المفروم، ويتم تسويقه في كثير من الأحيان كبديل صحي للحوم البقر المفرومة. بدون تحضير دقيق، عادة ما يُعتبر الديك الرومي المطبوخ أقل رطوبة من لحوم الدواجن الأخرى مثل الدجاج أو البط.[بحاجة لمصدر]
على الرغم من أن الديك الرومي البري هو نفس نوع الديك الرومي المستأنس، إلا أن طعمه يختلف تمامًا عن الديك الرومي الذي يتم تربيته في المزارع. يكون اللحم كله تقريبًا "داكنًا" (بما في ذلك الصدر) مع نكهة أكثر كثافة. يمكن أن يختلف الطعم أيضًا موسميًا مع التغيرات في العلف المتاح، مما يجعل لحم الديك الرومي البري غالبًا ما يكون له نكهة أكثر نكهة من لحم الديك الرومي البري في أواخر الصيف، بسبب العدد الأكبر من الحشرات في نظامه الغذائي خلال الأشهر السابقة. الديك الرومي البري الذي يتغذى بشكل أساسي على العشب والحبوب، له نكهة أكثر اعتدالاً. تختلف أيضًا السلالات التراثية القديمة في النكهة. حصل لحم الديك الرومي الإنجليزي الذي يتم تربيته بالطريقة التقليدية على تصنيف "التخصص التقليدي المضمون" من قبل الاتحاد الأوروبي والمملكة المتحدة تحت اسم "الديك الرومي التقليدي الطازج من المزرعة".
تتم معالجة كمية كبيرة من لحم الديك الرومي. يمكن تدخينه، وبالتالي يتم بيعه أحيانًا على أنه لحم ديك رومي (Ham) أو لحم ديك رومي مقدد، والذي يعتبر أكثر صحة بكثير[بحاجة لمصدر] من لحم الخنزير المقدد. اكتسبت لفائف لحم الديك الرومي المقلية الملتوية، والتي تباع باسم "لفائف الديك الرومي"، شهرة كبيرة في المملكة المتحدة في عام 2004، عندما أطلق الشيف جيمي أوليفر حملة لإزالتها والأطعمة المماثلة من وجبات الغداء المدرسية
على عكس بيض الدجاج، لا يتم بيع بيض الديك الرومي عادة كغذاء بسبب الطلب المرتفع على الديك الرومي الكامل وانخفاض إنتاج البيض مقارنة بالطيور الأخرى (ليس فقط الدجاج، ولكن حتى البط أو السمان). وتقدر قيمة بيضة الديك الرومي الواحدة بنحو 3.50 دولار في السوق المفتوحة.

## التقاليد الثقافية

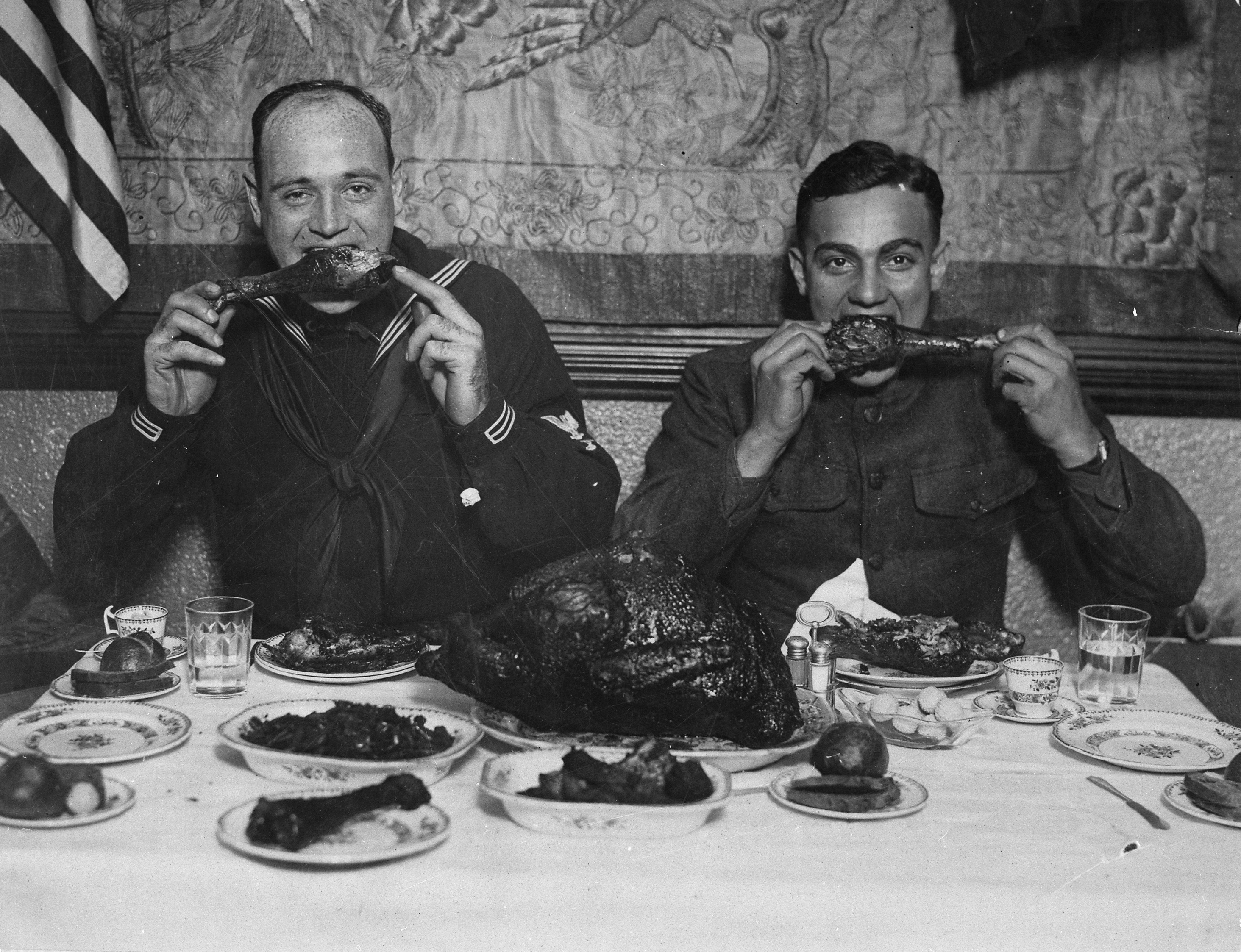
جنود أمريكيون يتناولون الديك الرومي في عشاء عيد الشكر بعد نهاية الحرب العالمية الأولى (1918)

يتم تناول الديك الرومي تقليديًا كطبق رئيسي في عشاء عيد الشكر في الولايات المتحدة وكندا، وفي عشاء عيد الميلاد في معظم أنحاء العالم.[بحاجة لمصدر] (غالبًا على شكل ديك رومي محشو).
كان لحم الديك الرومي يأكله السكان الأصليون في المكسيك وأمريكا الوسطى والمناطق الجنوبية من الولايات المتحدة منذ العصور القديمة. في القرن السادس عشر، أخذ الغزاة الإسبان الديوك الرومية الأزتكية إلى أوروبا.
كان يتم تناول الديك الرومي في وقت مبكر من القرن السابع عشر في إنجلترا. قبل القرن العشرين، كانت ضلوع لحم الخنزير هي الطعام الأكثر شيوعًا في الأعياد في أمريكا الشمالية، حيث كان يتم ذبح الحيوانات عادةً في شهر نوفمبر. كان الديك الرومي وفيرًا في البرية لدرجة أنه كان يتم تناوله طوال العام، وكان الطعام يعتبر عاديًا، في حين كانت ضلوع لحم الخنزير نادرًا ما تكون متاحة خارج موسم عيد الشكر ورأس السنة الجديدة. وبينما انتشر تقليد تقديم الديك الرومي في عيد الميلاد في جميع أنحاء بريطانيا في القرن السابع عشر، أصبح من الشائع بين الطبقات العاملة تقديم الإوز، والذي ظل الطبق المشوي السائد حتى العصر الفيكتوري.
يعتبر الديك الرومي مع صلصة المولي "الطبق الوطني" في المكسيك.
يعتبر أرز الديك الرومي أحد الأطباق الوطنية في تايوان.
وبما أن الديك الرومي هو طائر من العالم الجديد ولم يكن معروفًا للشعب اليهودي حتى بعد اكتمال الكتاب المقدس العبري والتلمود، فقد نوقشت أسئلة حول وضعه الحلال (كشروت) لسنوات. اعتبرت أغلب السلطات والتاريخ الطويل للاستخدام اليهودي هذا الطعام حلالًا، مثله كمثل الطيور الأخرى ذات الصلة مثل الدجاج والحجل والدراج.

## الطبخ
عادة ما يتم خبز الديك الرومي أو تحميصه في الفرن لعدة ساعات، وغالبًا ما يتم ذلك أثناء قيام الطاهي بإعداد بقية الوجبة. في بعض الأحيان، يتم وضع الديك الرومي في محلول ملحي قبل تحميصه لتعزيز النكهة ومحتوى الرطوبة. يتم ذلك لأن اللحوم الداكنة تتطلب درجة حرارة أعلى لتحلل كل صبغة الميوغلوبين مقارنة باللحوم البيضاء (منخفضة جدًا في الميوغلوبين)، لذلك فإن طهي اللحوم الداكنة بالكامل يميل إلى تجفيف الصدر. يجعل التمليح من الممكن طهي اللحوم الداكنة بالكامل دون تجفيف لحم الصدر. يتم تزيين الديك الرومي أحيانًا بكشكشة ديك رومي أو كشكشة ورقية أو "أحذية" توضع على نهاية أعواد الطبل أو عظام شرحات أخرى.
في بعض المناطق، وخاصة في جنوب أمريكا، يمكن أيضًا قليه في زيت ساخن (غالبًا زيت الفول السوداني) لمدة 30 إلى 45 دقيقة باستخدام مقلاة الديك الرومي. لقد أصبح قلي الديك الرومي بطريقة عميقة نوعًا من الموضة، مع عواقب خطيرة لأولئك غير المستعدين للتعامل بأمان مع كميات كبيرة من الزيت الساخن المطلوب.

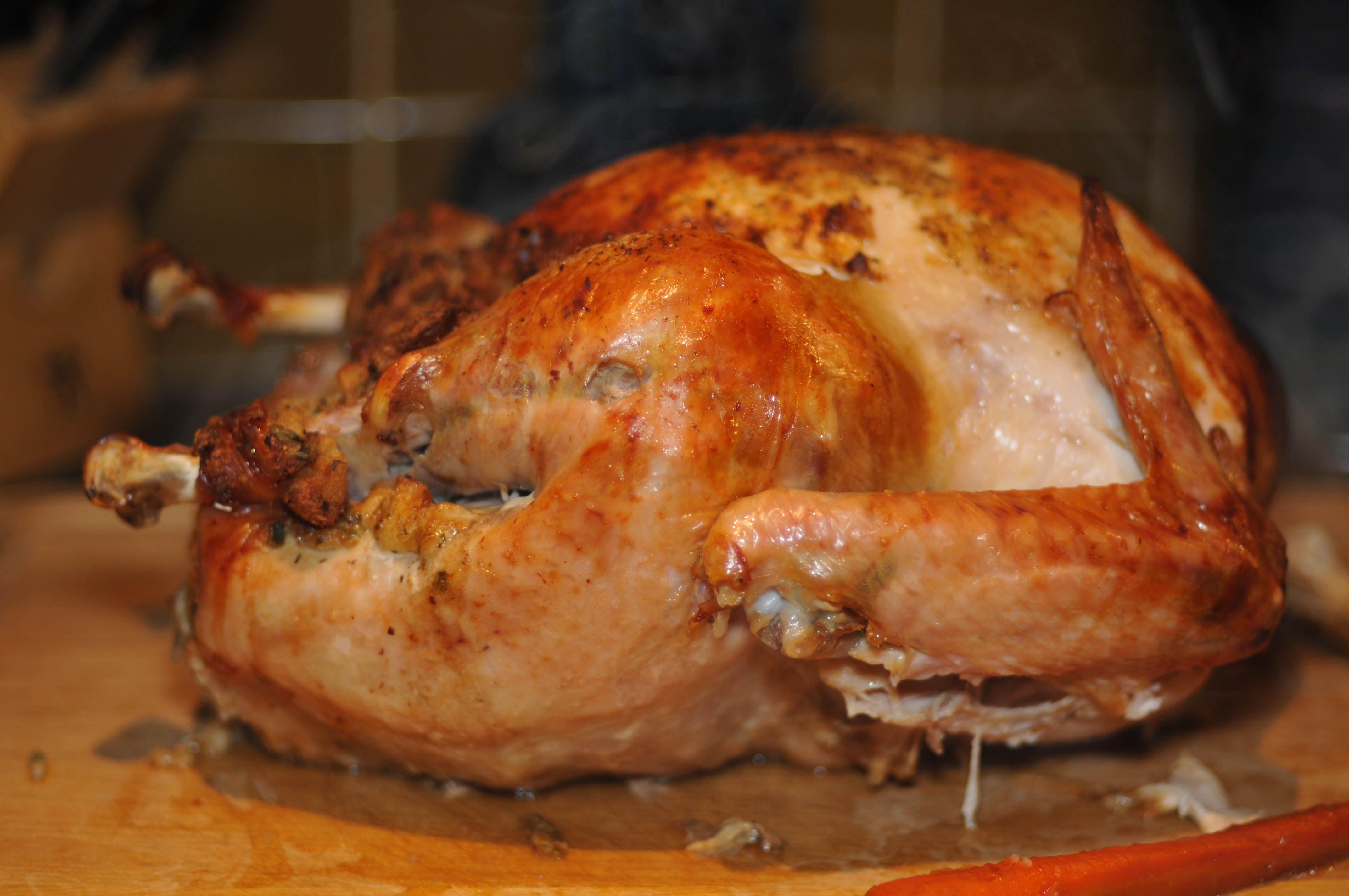
ديك رومي مشوي، وجبة تقليدية في عيد الشكر الأمريكي

### التَغذِيَة
عندما يكون لحم صدر الديك الرومي نيئًا، فإنه يتكون من 74% ماء، و25% بروتين، و1% دهون، ولا يحتوي على كربوهيدرات (انظر الجدول أعلاه). في كمية مرجعية تبلغ 100 غرام (3+1⁄2 أونصة)، يوفر صدر الديك الرومي 465 كيلو جول (111 كيلو سعر حراري) من الطاقة الغذائية، ويحتوي على كميات عالية (20% أو أكثر من القيمة اليومية، DV) من البروتين، والنياسين، وفيتامين ب6، والفوسفور، مع محتوى معتدل (10-19% DV) من حمض البانتوثنيك والزنك.
تحتوي كمية 100 غرام من صدور الديك الرومي على 279 مليغرام من التربتوفان، وهو محتوى منخفض مقارنة بالأحماض الأمينية الأخرى الموجودة في لحم صدر الديك الرومي. لا يوجد دليل علمي على أن هذه الكمية من التربتوفان من الديك الرومي تسبب النعاس بعد تناول الطعام.
| اللحم                         | البروتين (100 غرام) |
| ----------------------------- | ------------------- |
| سلامي                         | 13.0                |
| نقانق لحم الخنزير (مشوية)     | 13.3                |
| اللحم المفروم                 | 23.1                |
| الدجاج المشوي                 | 24.8                |
| لحم خنزير مقدد مشوي على الظهر | 25.3                |
| الديك الرومي المشوي           | 25.0                |

## المرافقات

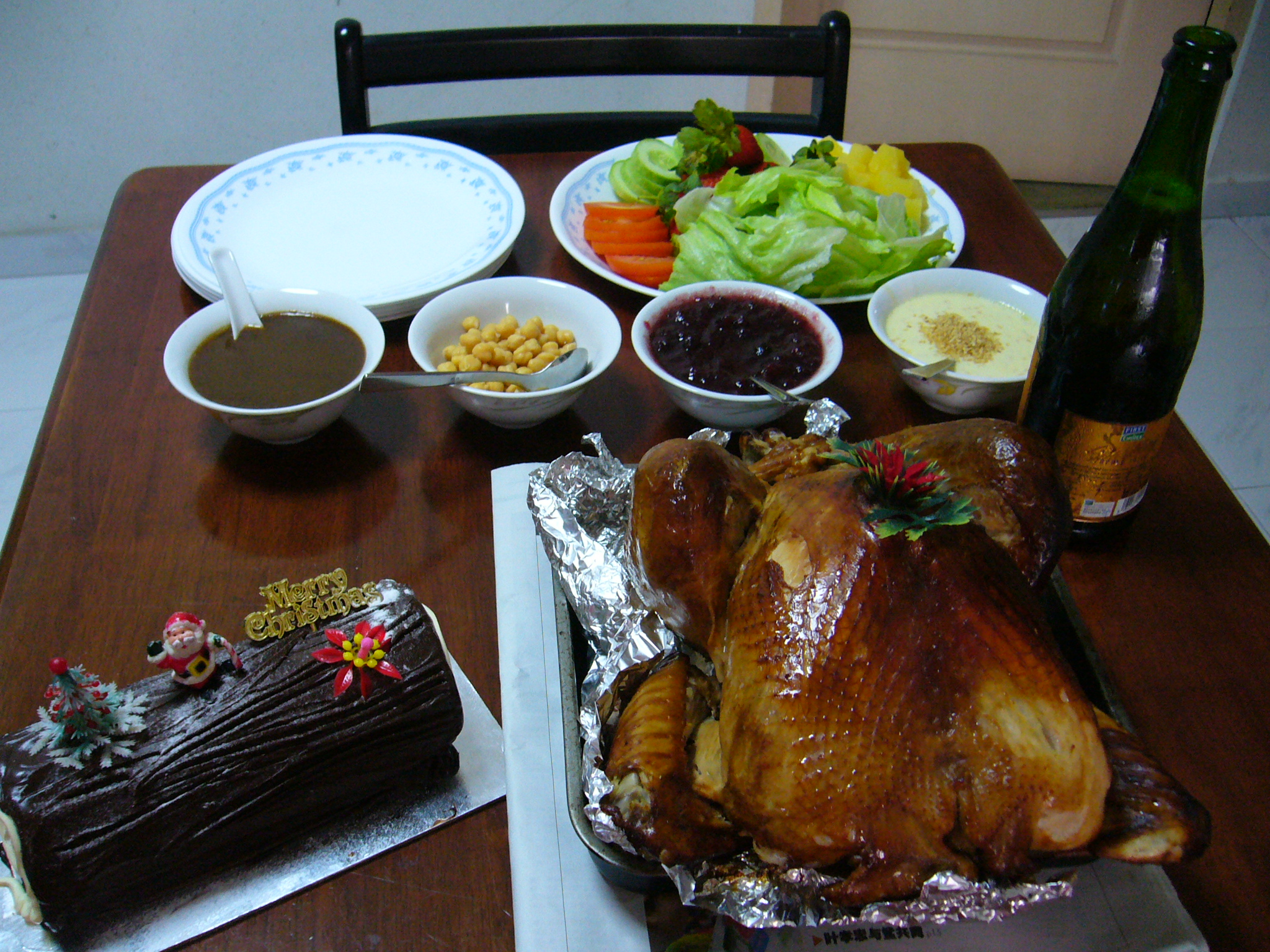
ديك رومي مشوي يقدم مع السلطة والصلصات وعصير التفاح الفوار وكعكة حطبة الميلاد خلال وليمة عشاء عيد الميلاد

في عيد الشكر في الولايات المتحدة، يتم تقديم الديك الرومي تقليديًا محشوًا أو مع صلصة (على الجانب)، مع صلصة التوت البري وصلصة جريفي. تشمل الأطباق التكميلية الشائعة البطاطس المهروسة، والذرة على الكوز، والفاصوليا الخضراء، والقرع، والبطاطا الحلوة. الفطيرة هي الحلوى المعتادة، وخاصة تلك المصنوعة من اليقطين، أو التفاح، أو البقان. ويمكن أيضًا تناوله في عيد الميلاد في الولايات المتحدة وأمريكا الشمالية.[بحاجة لمصدر]
في عيد الميلاد في المملكة المتحدة، يتم تقديم الديك الرومي تقليديًا مع الخضروات الشتوية، بما في ذلك البطاطس المشوية، وكرنب بروكسل، والجزر الأبيض. صلصة التوت البري هي البهارات التقليدية في المناطق الريفية الشمالية من المملكة المتحدة حيث ينمو التوت البري. وفي الجنوب والمناطق الحضرية، حيث كان من الصعب الحصول على التوت البري حتى وقت قريب، تم استخدام صلصة الخبز بدلاً منه، ولكن توفر صلصة التوت البري التجارية شهد ارتفاعًا في شعبيتها في هذه المناطق أيضًا.[بحاجة لمصدر] الخنازير الملفوفة في البطانيات (Pigs in blankets)، وهو طبق يتكون من نقانق صغيرة (عادةً ما تكون تشيبولاتاس) ملفوفة في لحم الخنزير المقدد، هي مرافقة شائعة وتقليدية.
يتم تقديم الحشو أو الصلصة تقليديا مع الديك الرومي، وخاصة خلال مواسم الأعياد حول عيد الشكر وعيد الميلاد. تشمل الأصناف العديدة خبز الشوفان والكستناء والمريمية والبصل (الخبز المنكه) وخبز الذرة والنقانق وهي الأكثر تقليدية. يتم استخدام الحشو لحشو الديك الرومي (كما يوحي الاسم) أو يمكن طهيه بشكل منفصل وتقديمه كطبق جانبي (صلصة).[بحاجة لمصدر]